# Свърталище на вълци
„Свърталище на вълци“ (на испански: Cuna de lobos) е мексиканска теленовела от 1986 г., създадена от Карлос Олмос, режисирана от Карлос Тейес и Антонио Асеведо, и продуцирана от Карлос Тейес за Телевиса.
В главните роли са Диана Брачо и Гонсало Вега, в поддържаща роля е Ребека Джонс, а в отрицателните – Мария Рубио, Алехандро Камачо и Лилия Арагон.

## Сюжет
Съпрузите Каталина Крил и Карлос Лариос са собственици на гигантската фармацевтична компания, наречена Лар-Крил. Всички вярват на Каталина, че заради Хосе Карлос (първородният син на Карлос), е изгубила едното си око, но това не е истина. Инцидентът е причината Карлос да има предпочитания към Алехандро, сина на Каталина, това разбива самочувствието на Хосе Карлос.
За да опази своята тайна, Каталина винаги носи превръзка на дясното си око. Един ден, Карлос вижда Каталина без превръзка, лъган в продължение на години, той решава да промени завещанието си, но умира, отровен от съпругата си. Рейналдо Гутиерес, висш служител в Лар-Крил, разбира, че Каталина е убила съпруга си, но тя заплашва да го обвини за престъплението, така Рейналдо е принуден да мълчи. При прочитане на завещанието на Карлос става ясно, че синовете му няма да получат нищо, докато не го дарят с внук, за да се продължи рода в класово отношение.
Хосе Карлос е сам, защото е заклет комарджия, а Алехандро е женен за Вилма, с която не мога да имат деца, но пазят тази тайна. Ето защо, Алехандро решава да съблазни една работеща жена, Леонора Наваро, която е станала свидетел на смъртта на Карлос. Целта му е Леонора да се влюби в него и да забременее, а след това да ѝ отнеме бебето и да го представи за свое и на Вилма. След като Леонора забременява, Алехандро споделя плана на жена си, като я предупреждава да се прави на бременна. Не след дълго Каталина разбира, че бременността на снаха ѝ е фалшива, но става съюзник, защото иска синът ѝ да вземе наследството на Карлос. Доня Есперанса, кръстницата на Леонора, научава за коварния план, но страда от инсулт, който я оставя на легло във вегетативно състояние.
Терминът на Леонора наближава, с измама Алехандро я отвежда в клиниката на д-р Синдел, в Сан Мигел Алиенде, където за нея ще се грижи корумпираната медицинска сестра Росалия. При раждането бебето е дадено на Вилма. Това, което Вилма не знае е, че Каталина е наредила на доктора да убие Леонора. Леонора се спасява, с последни сили стига в град Мексико, в дома на неин приятел, д-р Теран, където всички празнуват коледните празници.
Почти по същото време, Марио Ескудеро, семейният бижутер, вижда Каталина в Ню Йорк без типичната превръзка на окото и с напълно здрави очи. Марио веднага съобщава по телефона на приятеля си Хосе Карлос, който през цялото време изпитва вина. Научавайки, че е разкрита, Каталина убива бижутера, а за престъплението е обвинен Хосе Карлос. Той прекарва една година в ареста, докато разреши проблема със закона. Същата година Леонора прекарва в психиатрична клиника, защото всичко, което е преживяла, ѝ е причинило психическо разстройство.
Година по-късно, Леонора, вече излекувана, решава да си отмъсти на Каталина и Алехандро, както и да си върне детето, което е кръстено Едгар. Здравето на доня Есперанса се подобрява. Леонора тръгва по следите на враговете си. Запознава се с Хосе Карлос, който е освободен от затвора. Двамата се влюбват и, не след дълго, се женят. Леонора се появява пред „вълците“, като съпруга на Хосе Карлос, който не знае за случилото се преди една година.
Рейналдо Гутиерес, който знае, че Каталина е убила съпруга си и бижутера, е готов да разкрие тайните. Чакайки да пристигне полицията, Гутиерес е убит от Каталина, която инсценира, че се е самоубил. Бягайки от местопрестъплението, с руса перука и шлифер, Каталина е видяна от Алехандро.
До края на историята Каталина без да се двоуми убива всеки, който ѝ е не удобен. Стига до там, че иска да убие Хосе Карлос и съпругата му, инсценирайки самолетна катастрофа. В самолета обаче пътуват Алехандро и Вилма. Научавайки за загубата на родното си дете, притисната и от полицията, която ще я залови всеки момент, Каталина се самоубива с отровата, погубила Карлос. Леонора си връща сина и му променя името на Браулио, на нейния баща. Леонора и Хосе Карлос могат вече да си отдъхнат и да живеят спокойно.
Пет години по-късно, Браулио играе с брат си, Хосе Карлос младши, в стаята, където се е самоубила Каталина, макар че родителите им забраняват да влизат в нея. Браулио поставя превръзката на баба си на окото и казва думите „Аз не съм Браулио, аз съм малкият Едгар“, което дава възможност за продължение.

## Актьори
Част от актьорския състав:
- Диана Брачо – Леонора Наваро де Лариос
- Гонсало Вега – Хосе Карлос Лариос Крил
- Мария Рубио – Каталина Крил вдовица де Лариос
- Алехандро Камачо – Алехандро Лариос Крил
- Ребека Джонс – Вилма Де ла Фуенте де Лариос
- Раул Мерас – Карлос Лариос
- Кармен Монтехо – Есперанса Мандухано
- Роса Мария Бианки – Берта Москосо/Мишел Албан
- Карлос Камара – Рейналдо Гутиерес
- Умберто Елисондо – Норберто Суарес
- Лилия Арагон – Росалия Мендоса
- Магда Карина – Лусеро Еспехел
- Роберто Вандер – Хулио Сифуентес
- Хосе Анхел Еспиноса – Браулио Наваро
- Рамон Мендес – Франк Синдел
- Кета Караско – Госпожа Москосо
- Карлос Бенавидес – Леонардо Санчес
- Роберто Антунес – Едгар Де ла Фуенте
- Ана Берта Еспин – Майра
- Марикрус Нахера – Вдовицата Гутиерес
- Сантяго Хил Олмос – Едгар Лариос Де ла Фуенте/Браулио Лариос Наваро

## Премиера
Премиерата на Свърталище на вълци е на 13 октомври 1986 г. по Canal de las Estrellas. Последният 170. епизод е излъчен на 5 юни 1987 г.

## Продукция
Карлос Олмос, авторът на романа, е вдъхновен от Бети Дейвис, американска филмова актриса, и започва изготвянето на персонажа на Каталина Крил. Тогава той започва да пише книгата Cuna de lobos, чийто край е различен от този на сериала. След това Карлос Тейес, продуцентът на теленовелата, решава да говори с Олмос, за да създаде телевизионна адаптация на книгата. Тейес също пише някои сцени заедно с Олмос, според интервюта с актьорите, в теленовелата се срещат жлъчен и черен хумор, а също така и доза смях в някои от драматичните сцени.

## Награди и номинации
Награди TVyNovelas (Мексико) 1987
| Категория                            | Номинация                    | Резултат   |
| ------------------------------------ | ---------------------------- | ---------- |
| Най-добра теленовела                 | Карлос Тейес                 | Печели     |
| Най-добра актриса в главна роля      | Диана Брачо                  | Печели     |
| Най-добър актьор в главна роля       | Гонсало Вега                 | Печели     |
| Най-добра актриса в отрицателна роля | Мария Рубио                  | Печели     |
| Най-добра актриса в отрицателна роля | Лилия Арагон                 | Номинирана |
| Най-добър актьор в отрицателна роля  | Алехандро Камачо             | Печели     |
| Най-добра първа актриса              | Мария Рубио                  | Печели     |
| Най-добра първа актриса              | Кармен Монтехо               | Номинирана |
| Най-добро женско откритие            | Роса Мария Бианки            | Номинирана |
| Най-добро мъжко откритие             | Умберто Елисондо             | Номиниран  |
| Най-добра история или адаптация      | Карлос Олмос                 | Печели     |
| Най-добър режисьор                   | Карлос Тейес Антонио Асеведо | Печелят    |

## Адаптации
- La verdad de Laura, испанско-мексиканска теленовела от 2002 г., продуцирана от TVE и Europroducciones в сътрудничество с Телевиса. Това е свободна адаптация, в която има много сюжетни обрати, но фабулата е същата като в настоящата теленовела. Във версията участват Моника Естереадо и Мариано Аламеда; злодеят, изигран от Мирта Ибара, се преструва, че е парализиран, а не едноок.
- През 2019 г. Телевиса създава нова версия със същото име, продуцирана от Хисел Гонсалес, като част от проекта Фабрика за мечти. С участието на испанската актриса Пас Вега, която изпълнява ролята на Катерина Крил, Полет Ернандес, Гонсало Гарсия Виванко и Диего Амосурутия.